# '85鳴門ピアワールドフェスティバル
 '85鳴門ピアワールドフェスティバル（85なるとピア ワールドフェスティバル）は、1985年（昭和60年）4月28日から6月16日まで、徳島県鳴門市で開催された地方博覧会である
。大鳴門橋の開通を記念した催しで、正式名称は「大鳴門橋完成記念 '85鳴門ピアワールドフェスティバル」（愛称「'85鳴門ピア」）であった。

## 主催者・会場
主催となった実行委員会は、徳島県、鳴門市、徳島新聞社、四国放送、徳島県商工会議所連合会によって構成されていた。
会場は、鳴門総合運動公園（7万坪）をメインとしていた。

## パビリオン
鳴門ピア館
鳴門ピアのテーマ館で、大鳴門橋ができるまでの過程と、「徳島の躍動の未来」を表現する。館内中央に大鳴門橋の主塔になぞらえた直径7ｍの円柱のゾーンを置き、その中に橋脚工事に使用された大口径岩盤掘削機が展示された。円柱の周りの壁面には、大鳴門橋のできるまでの工程や、明石海峡大橋の完成による未来の展望をパネル等にて展示した。
ニューメディア館
日本電信電話（NTT)、日本電気 (NEC)、富士通の大手通信・エレクトロニクス産業3社が共同出展。　　
- NTT：キャプテンシステムや衛星通信の展示やデモンストレーション。
- NEC：パソコンを使ってクイズなどの遊びを提供する「パソコンサテライト」のコーナー。　　　　　　　　　　　　　　　　　　　　　　　　　　　　　　　　　　　
- 富士通：宇宙時代の遊園地をイメージした「スペースファンタジー」のコーナー。コンピューターを使って月面探検車を操作する「ムーンライダー」、ワープロ教室「オアシススクール」等。

MMC三菱自動車ランド
四輪駆動車のプレイランド。ランドの外周に設置されたコースでは、パジェロによる「丸太走行」「登坂走行」「タイヤ走行」「砂地走行」の4種類のオフロード走行に体験試乗できた。展示車コーナーでは、パリ・ダカールラリーで総合優勝を飾ったパジェロや、ミルピストラリーで活躍したスタリオン4WDラリー車等を展示。子ども向けにバッテリーカーコースがあり、実際の道路に似せた環境を走りながら交通ルールを習得できる趣向だった。
子ども科学館
エネルギー館
郵政館
大塚グループスポーツワンダーランド
蜂須賀城下町
OUR徳島ふるさと物産通り
四国霊場88か所お砂ふみ
ファミリープレイランド
世界動物展
ゴビ砂漠の恐竜展
蜂須賀展
イベントステージ